# Cratere Eudocia
Eudocia  è un cratere sulla superficie di Venere. Deve il suo nome ad Elia Eudocia (in greco antico: Αιλία Ευδοκία?), imperatrice bizantina fra il 408 e il 450.